# Veliko Blaško
Pour les articles homonymes, voir Blaskó.
Veliko Blaško (en serbe cyrillique : Велико Блашко) est un village de Bosnie-Herzégovine. Il est situé dans la municipalité de Laktaši et dans la république serbe de Bosnie. Selon les premiers résultats du recensement bosnien de 2013, il compte 1 473 habitants.

## Démographie

### Évolution historique de la population dans la localité
| 1948 | 1953 | 1961 | 1971 | 1981 | 1991 | 2013  |
| ---- | ---- | ---- | ---- | ---- | ---- | ----- |
| -    | -    | 787  | 828  | 898  | 948  | 1 473 |

|  |